# Santuário de Nossa Senhora da Piedade de Tábuas
O Santuário de Nossa Senhora da Piedade de Tábuas, ou das Tábuas, é um santuário localizado na freguesia de Vila Nova, município de Miranda do Corvo.
É constituído pelas capelas de Nossa Senhora da Piedade, de São José e de Santo Amaro, esta ao lado do cruzeiro.
A fundação e o fundador da capela, Domingos Pires, estão envoltos numa curiosa lenda de aparições e anjos escultores. O lavrador, que era julgado de recuada época, veio o historiador Belisário Pimenta encontrá-lo bem identificado, com a mulher Leonor Eanes e as filhas Eva e Maria Martinho, nos meados do século XVI. Os restos artísticos mais antigos confirmam-no igualmente. O santuário foi sede de grande devoção e romaria.

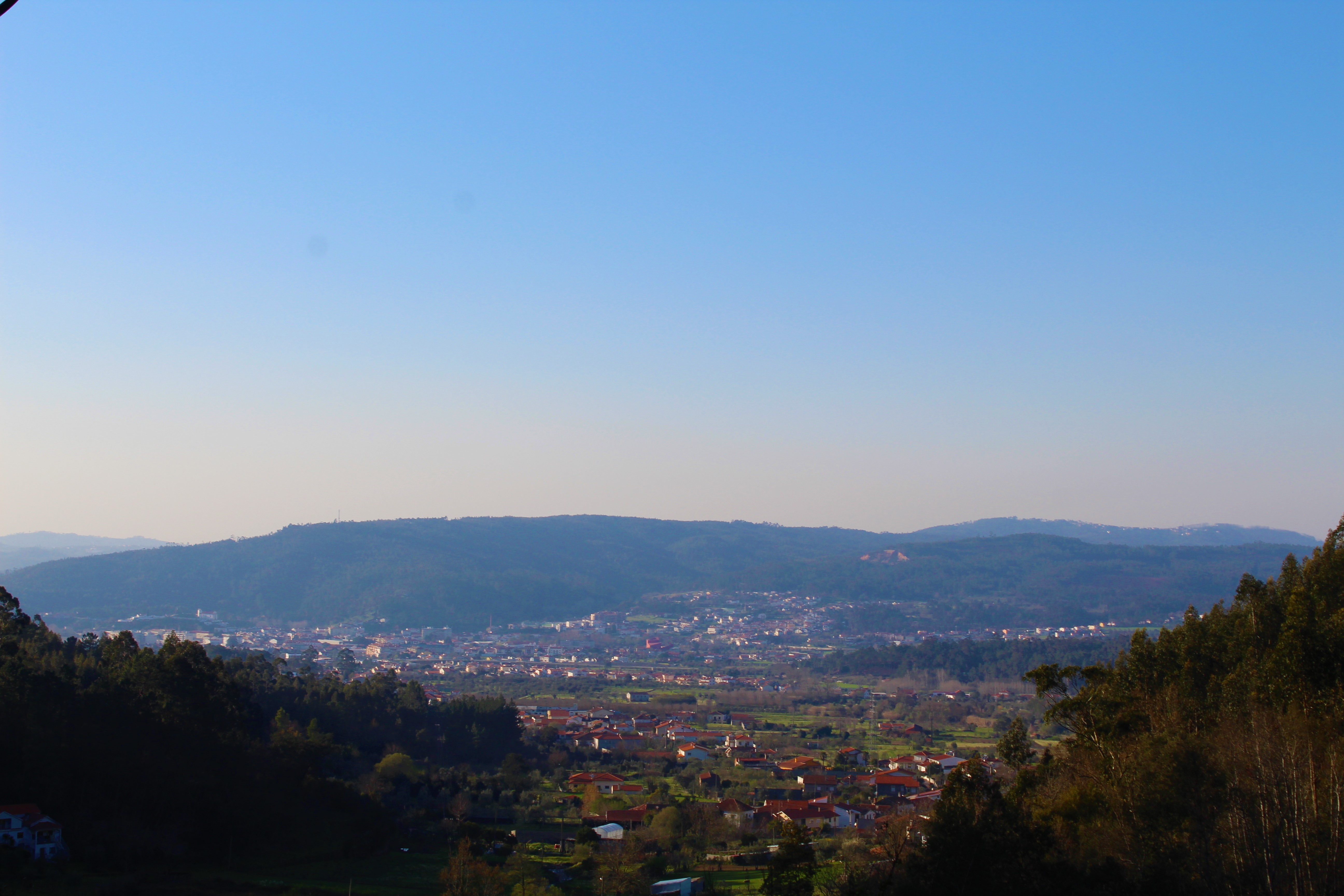
Vista para Miranda do Corvo desde o Santuário

## Capela principal
A capela principal encontra-se disposta cenograficamente numa elevação – que teve o nome de Malhadinha – que se destaca numa garganta apertada da serra de Miranda do Corvo. Como de costume, desenvolveu-se o santuário ao longo do caminho de acesso, por meio de motivos secundários, que formam um todo: capela de São José, cruzeiro e capela de Santo Amaro, fonte, a capela propriamente dita, ao que juntaram nas vertentes próximas umas capelas nichos sem valor.
A capela de São José, na saída da povoação e no fundo do vale, parece ter sido instituída pelo padre Baltasar Arnau Queirós. Insignificante, mostra porta rectangular e óculo sobreposto, tipo do século XVII, com ampliação posterior; o retábulo é da segunda metade do século XVIII. No começo da encosta está o cruzeiro e ao lado a capela de Santo Amaro. A fonte era obra rústica, colocada já dentro do souto da encosta.

## Capela da Piedade
O edifício da capela da Piedade data da segunda metade do século XVI, com algumas reformas no século XVIII e adendas posteriores. Um violento incêndio destruiu-o irremediavelmente. Subsiste o esqueleto do alpendre, corpo e capela-mor. Formam o alpendre, dois gigantes angulares e colunas toscanas levantadas em parapeito pleno, a fazerem três vãos adintelados à frente e quatro aos lados; levantando-se sobre os gigantes altas pirâmides de alvenaria. No ângulo interno da esquerda encontra-se o púlpito, para a pregação ao ar livre. A porta rectangular é acompanhada de dois postigos que são já do tipo setecentista.
As casas do eremitão e da confraria são simples, do tipo de janelas de aventais rectangulares.

## Incêndio
Na madrugada do dia 15 de Novembro de 1998, Miranda do Corvo ficou mais pobre. Um incêndio na capela centenária, destruiu grande parte do seu recheio interior.
Após este incêndio, iniciou-se a recuperação da capela, que já se encontra concluída.